# Gurawa vexillum
Gurawa vexillum är en insektsart som beskrevs av William Lucas Distant 1908. Gurawa vexillum ingår i släktet Gurawa och familjen dvärgstritar. Inga underarter finns listade i Catalogue of Life.